# Hámos
Hámos (szlovákul: Považský Chlmec, 1948-ig Chlmec nad Váhom) Zsolna városrésze, egykor önálló község Szlovákiában, a Zsolnai kerületben, a Zsolnai járásban.

## Fekvése
Zsolna központjától 2 km-re északra, a Vágnak és a Kiszucának egyaránt a jobb partján, utóbbinak a torkolatánál fekszik.

## Története
Az akkori „Kis Zadce” földjét – mely a későbbi települést is magában foglalta még – 1244-ben adta IV. Béla király Szobeszláv fia Bohumírnak. A települést magát 1438-ban „Hlumecz” alakban említik először. 1439-ben „Kolmetze”, 1494-ben „Homecz”, 1504-ben „Chumecz” néven szerepel. 1487-től 1758-ig a budatíni váruradalomhoz tartozott, lakói várjobbágyok voltak. Lakói tutajozással, halászattal foglalkoztak. A Szunyoghy családé, majd házasság révén a Csákyaké lett. 1784-ben 449 lakosa volt. Első iskolaépülete 1892-ben épült.
Fényes Elek 1851-ben kiadott geográfiai szótárában így ír a faluról: „Chumecz, tót falu, Trencsén vgyében, ut. p. Zsolnával átalellenben a Vágh jobb partján. Budetintől a Kisucza választja el. Táplál 609 kath., 6 zsidó lak., kik fával eleven kereskedést űznek. F. u. gr. Csáky István örökös.”
1910-ben 904, túlnyomórészt szlovák lakosa volt. A trianoni békéig Trencsén vármegye Kiszucaújhelyi járásához tartozott.
Az iskola a termelőszövetkezet épülete lett. 1970-ben csatolták a falut Zsolnához.

## Külső hivatkozások
- Hámos Szlovákia térképén
- Képek a településről